# 九州女子大学
九州女子大学（きゅうしゅうじょしだいがく、英語: Kyushu Women's University、公用語表記: 九州女子大学）は、福岡県北九州市八幡西区自由ケ丘1番1号に本部を置く日本の私立大学。1947年創立、1962年大学設置。大学の略称は九女（きゅうじょ）。

## 概観

### 大学全体
同じ学園が経営する九州共立大学・自由ケ丘高等学校と深い関係があり、吹奏楽部などの一部の部活動・サークルは九州女子短期大学・九州共立大学と合同で活動を行なっているものある。

### 建学の精神（校訓・理念・学是）
- 九州女子大学の学是は「自律処行」となっている。強くてしなやかな女性を育成している。

### 教育および研究
- 九州女子大学は、家政学部と人間科学部の2学部で構成されている。家政学部では、学是「自律処行」の理念に立脚し、「共生・健康・福祉」の視点から、教育・研究を行い、各専門分野の知識・技術と幅広い教養を身につけ、社会に貢献できる豊かな人間性と倫理性を備えた人材の養成を目的としている。また人間科学部では、学是「自律処行」の理念に立脚し、文化に関連する学問領域と人間の発達にかかわる学問領域において高度な専門的教育・研究を行い、国際感覚と幅広い教養を身につけ、高度な専門性をもって地域社会に貢献できる人材の養成を目的としている。

### 学風および特色
- 九州女子大学は、九州女子短期大学と共同でキャンパス使用している関係上、両者の交流が深い。
- かつて、制服の着用が義務付けられていたが、現在は私服となっている。
- 資格取得支援プログラムが取り入れられている。

## 沿革
- 1947年 福原高等学院（女子部）創立
- 1962年 九州女子大学開設、家政学部設置
- 1965年 文学部設置
- 1966年 家政学部家政学科に家政学専攻、管理栄養士専攻設置
- 1994年 別科日本語研修課程開設
- 2001年 家政学部人間生活学科・栄養学科、文学部人間文化学科・心理社会学科開設
- 2005年 文学部改組　人間科学部人間発達学科・人間文化学科開設
- 2007年 福原学園創立60周年記念式典挙行
- 2010年 人間科学部改組　人間文化学科（人間発達学専攻・人間基礎学専攻）開設
- 2012年 九州女子大学・九州女子短期大学創立50周年記念式典・祝賀会挙行
- 2016年 弘明館竣工
- 2022年 九州女子大学・九州女子短期大学創立60周年記念式典挙行
- 2023年 家政学部生活デザイン学科開設、人間科学部児童・幼児教育学科と心理・文化学科開設
- 2024年 人間科学研究科人間科学専攻開設

## 教育及び研究

### 学部
2023年入学生から
- 家政学部
  - 生活デザイン学科
    - 家庭科教育コース
    - インテリアデザインコース
    - ライフデザインコース

  - 栄養学科〔管理栄養士課程〕
    - スポーツ栄養プログラム
    - 医療福祉栄養プログラム
    - 食品研究開発プログラム
    - 栄養教諭プログラム
- 人間科学部
  - 心理・文化学科
    - 心理学コース
    - 国語・書道教育コース
    - 文化文芸コース

  - 児童・幼児教育学科
    - 児童教育コース
    - 幼児教育・保育コース

2022年入学生まで
- 家政学部
  - 人間生活学科
  - 栄養学科〔管理栄養士課程〕
- 人間科学部
  - 人間発達学科
    - 人間基礎学専攻
      - 心理学コース
      - 国語・書道コース
      - 図書館・情報コース

    - 人間発達学専攻
      - 乳幼児発達コース
      - 児童発達コース

### 研究科
- 人間科学研究科（2024年4月開設）
  - 人間科学専攻

## 取得資格

### 学部
- 家政学部
  - 生活デザイン学科[注 1]：中学校教諭一種免許状「家庭」、高等学校教諭一種免許状「家庭」、フードスペシャリスト受験資格、ピアヘルパー受験資格、二級建築士受験資格、インテリアプランナー受験資格、インテリアコーディネーター、ファイナンシャル・プランニング技能検定3級受験資格、図書館司書、学校図書館司書教諭
  - 栄養学科：栄養士、管理栄養士国家試験受験資格、栄養教諭一種免許状、食品衛生管理者任用資格、食品衛生監視員任用資格、フードスペシャリスト受験資格、ピアヘルパー受験資格、NR・サプリメントアドバイザー受験資格、図書館司書
- 人間科学部
  - 児童・幼児教育学科[注 2]：小学校教諭一種免許状、養護教諭一種免許状、特別支援学校教諭一種免許状、保育士、社会福祉主事任用資格、図書館司書、学校図書館司書教諭
  - 心理・文化学科[注 3]：中学校教諭一種免許状「国語」、高等学校教諭一種免許状「国語」「書道」、公認心理師受験資格、認定心理士、商品プランナー受験資格、社会福祉主事任用資格、図書館司書、学校図書館司書教諭

### 研究科
- 人間科学研究科
  - 人間科学専攻：中学校教諭専修免許状「国語」、高等学校教諭専修免許状「国語」、公認心理師国家試験受験資格

## 基礎データ

### 所在地
- 本部キャンパス（福岡県北九州市八幡西区自由ケ丘1-1）

### 交通アクセス
- JR鹿児島本線　JR筑豊本線　折尾駅より徒歩10分。

### 象徴
- 九州女子大学のカレッジマークは梅をイメージしている。

#### 附属機関
- 生涯学習研究センター
- 国際交流・留学生センター

### 教育
- 大学教育・学生支援推進事業（学生支援推進プログラム）【品格を求めてー社会に適応できる強くてしなやかな女性の育成】（平成21年度選定）

## 学生生活

### 部活動・クラブ活動・サークル活動
- 九州女子大学のクラブ活動
  - 体育系：弓道部・バドミントン部・硬式テニス部・ソフトテニス部・バスケットボール部・バレーボール・スポーツエアロビック部ほか
  - 文化系：演劇部・吹奏楽部・美術部・表千家茶道部・裏千家茶道部・華道部・書道部・手話サークル・ほか

### 学園祭
- 九州女子大学の学園祭は「華秋祭」と呼ばれ九州女子短期大学と共同で行われる。毎年11月1日～3日頃に実施される予定となっている。

### 大学関係者一覧

#### 大学関係者
- 成瀬悟策：元本大学長。

## 施設

### 寮
- 九州女子大学には「銀杏寮」「福寮」と「鶴泉寮」と称した学寮がある。

## 対外関係

### 他大学との提携
2024年3月時点

#### 国内
- 放送大学[2]

#### アメリカ
- パシフィック・ルーサラン大学（英語版）
- ウィスコンシン大学スタウト校

#### カナダ
- リジャイナ大学（英語版）

#### オーストラリア
- フリンダース大学

#### ニュージーランド
- ユニテック工科大学（英語版）

#### 台湾
- 静宜大学
- 国立台湾芸術大学

#### ベトナム
- ナムディン看護大学

#### 中華人民共和国
- 華東師範大学
- 大連外国語学院
- 中華女子学院
- 上海海洋大学
- 湖南女子学院
- 内蒙古大学
- 上海師範大学天華学院（中国語版）

#### 大韓民国
- 東西大学校
- 慶南情報大学（朝鮮語版）
- 大邱大学校

#### イギリス
- アバリストウィス大学（英語版）

#### イタリア
- ヴェネツィア「カ・フォスカリ」大学（イタリア語版）

### 姉妹校
- 九州女子短期大学
- 九州共立大学

### 系列校
- 自由ケ丘高等学校
- 折尾幼稚園
- 自由ケ丘幼稚園
- 鞍手幼稚園

## 社会との関わり
- 公開講座が行われている。